# Gare de La Mothe-Achard
Ne doit pas être confondu avec Gare de La Mothe-Saint-Héray.
La gare de la Mothe-Achard est une gare ferroviaire française de la ligne des Sables-d'Olonne à Tours, située sur le territoire de la commune des Achards, en Vendée, dans la région des Pays de la Loire.
C'est aujourd'hui une halte ferroviaire de la Société nationale des chemins de fer français (SNCF), elle est desservie, par des trains TER Pays de la Loire de la relation 08 qui circulent entre Nantes et Les Sables-d'Olonne, via La Roche-sur-Yon.

## Situation ferroviaire
Établie à 52 mètres d'altitude, la gare de La Mothe-Achard est située au point kilométrique (PK) 16,860 de la ligne des Sables-d'Olonne à Tours, entre la gare d'Olonne-sur-Mer et la gare de La Roche-sur-Yon. Elle est séparée de cette dernière par les gares aujourd'hui fermées de Sainte-Flaive-des-Loups et des Clouzeaux.

## Histoire
La ligne et la gare sont toutes deux mises en service en 1866 par la Compagnie des chemins de fer de la Vendée.

## Service des voyageurs

### Accueil

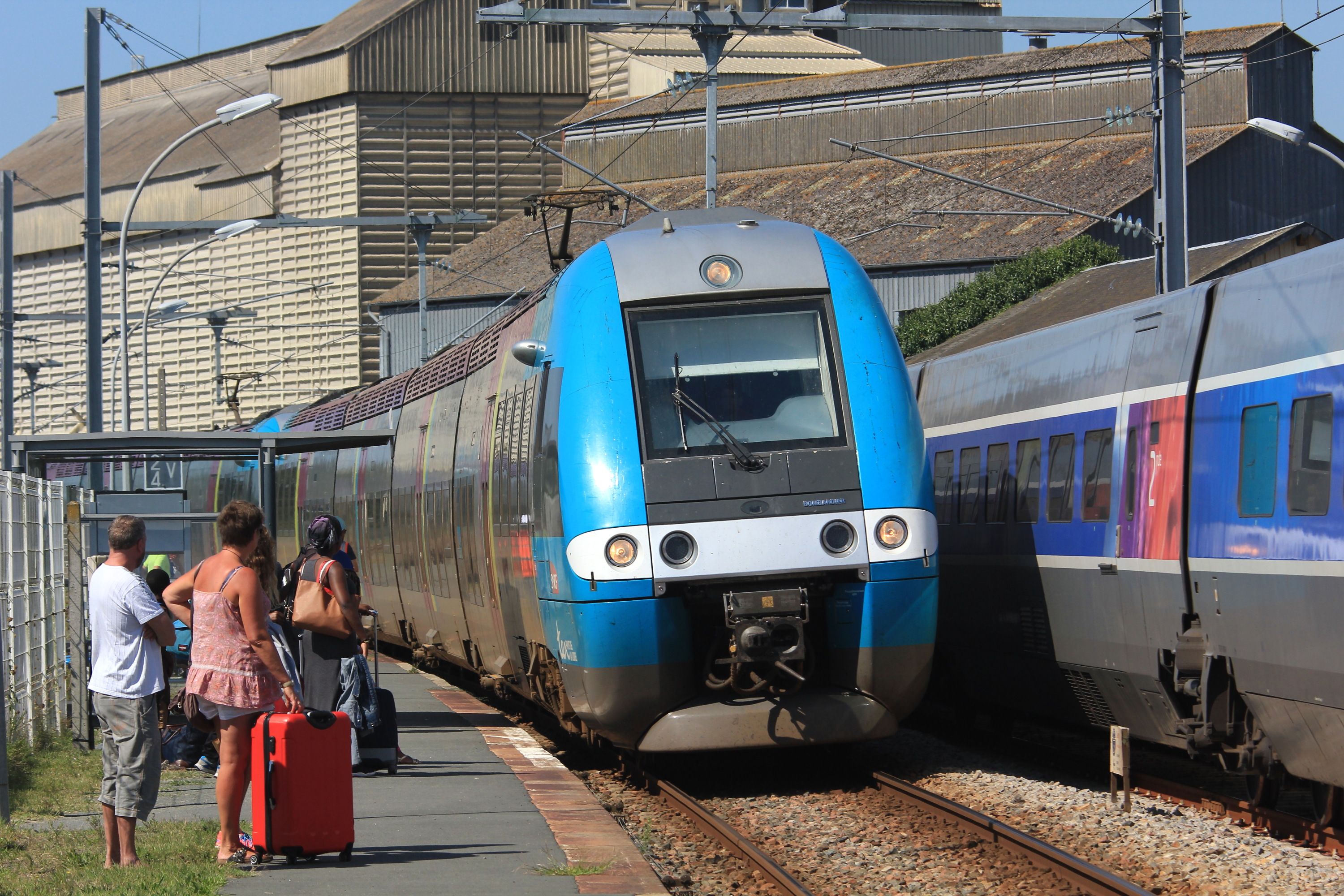
Croisement d'un TGV et d'un TER en gare.

Halte SNCF, c'est un point d'arrêt non géré (PANG) à accès libre. 

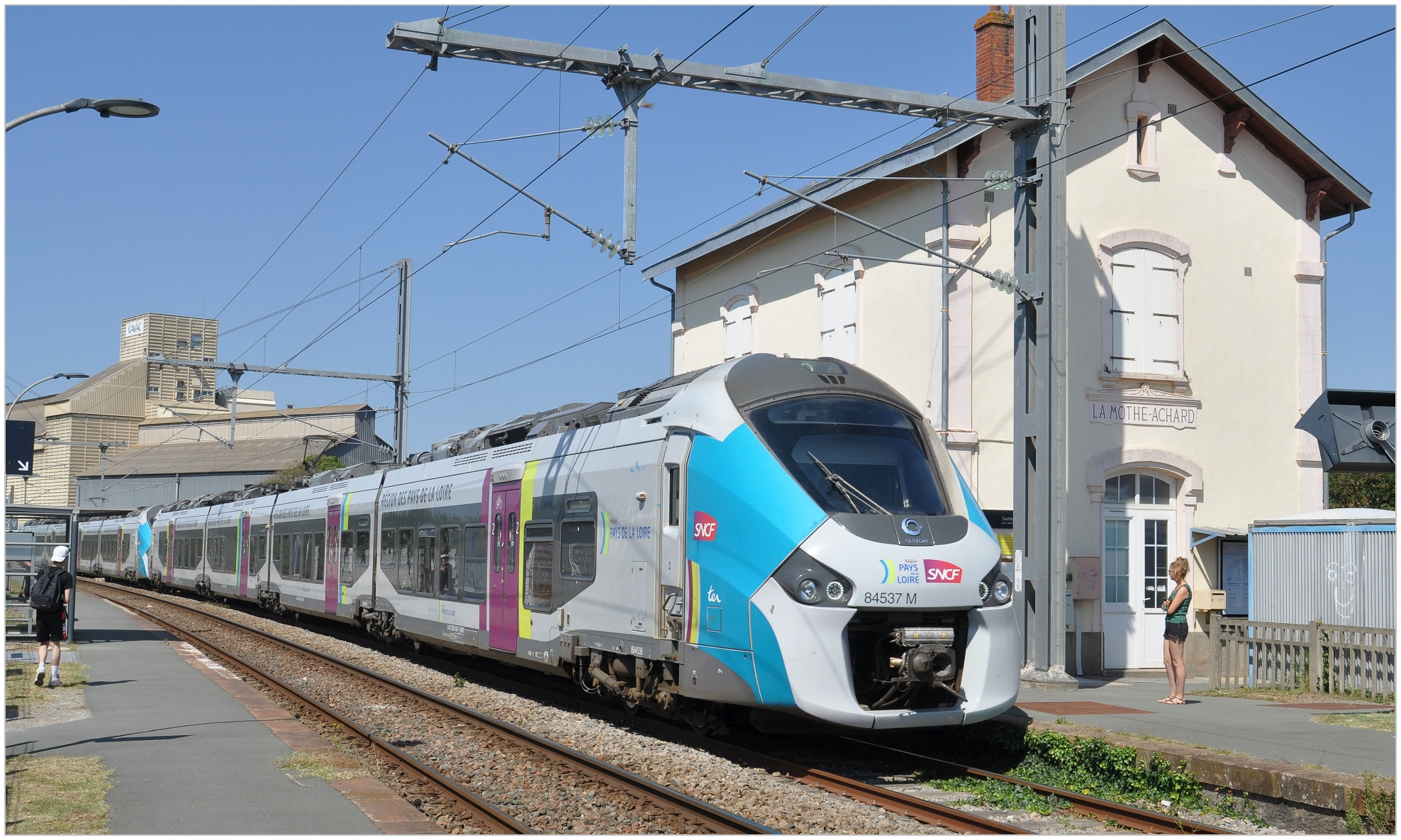
TER constitué de deux B 84500 sur voie d'évitement.

### Desserte
La Mothe-Achard est desservie par des trains TER Pays de la Loire de la relation 08 qui circulent entre Nantes et Les Sables-d'Olonne, via La Roche-sur-Yon. Elle est également desservie par un aller-retour Saumur - Les Sables-d'Olonne nommé « train des plages » circulant les samedis, dimanches et fêtes en mai, juin et septembre et tous les jours en juillet et août.

### Intermodalité
Un parking pour les véhicules est aménagé.